# Manoir de Raadi
Le manoir de Raadi (estonien : Raadi mõis, allemand : Raadi Ratshof) était un manoir situé dans le quartier actuel de Raadi-Kruusamäe à Tartu en Estonie. 

## Histoire
Le manoir est fondé en 1783.
Le plans du parc du manoir sont conçus par le paysagiste Peter Joseph Lenné au milieu du XVIIIe siècle.
Les jardins sont admirés par Sophie-Dorothée de Wurtemberg la seconde épouse de Paul Ier de Russie.
L'âge d'or du manoir est celui de son habitation par la famille von Liphart qui s'intéresse à l'intelligentsia locale et aux Arts.
Karl Eduard von Liphart constitue une grande collection de dessins et d'œuvres graphiques qui fait partie des collections du Musée national estonien.
En 1860,  Karl Eduard von Liphart et son fils Ernst Friedrich von Liphart quittent Raadi et vivent à Florence à partir de 1862. 
En 1873, Ernst quitte Florence et s'installe en Russie où il continue à peindre et à fréquenter la noblesse russe.
En 1904, Karl Eduard von Liphart meurt à Florence et sa collection est transférée en Estonie où elle rejoint la collection familiale au manoir de Raadi.
La famille von Liphart quitte le manoir pendant la première guerre mondiale est la révolution russe déclenche le début de la vente des œuvres les plus précieuses de la collection à Copenhague en 1920.
L'université de Tartu acquiert le manoir et à partir de 1922 le bâtiment héberge le Musée national estonien. 
C'est un acte audacieux car la famille von Liphart d'aristocrates germano-baltes est considérée par les estoniens comme étant « idéologiquement et culturellement révoltants ». 
Malgré cela, le musée est populaire et le parc du manoir devient un lieu de loisirs.
En 1944, le manoir est détruit par un bombardement aérien pendant l'offensive de Tartu.

## L'aéroport militaire
En 1940, les russes réquisitionnent 100 ha pour créer un aéroport militaire qui dévient une base de bombardiers soviétiques pendant cinquante ans.
La confidentialité de l'aéroport est telle que la ville est interdite aux étrangers.
La présence de 100 bombardiers en fait le plus grand aéroport des pays baltes.
Les collections du musée sont conservées dans d’autres endroits comme les églises de la ville.
L’aéroport est encore de nos jours une réminiscence de l'occupation de l'Estonie par les forces soviétiques

## Le Musée national estonien
Des œuvres du Musée national estonien sont conservées dans d'anciens bâtiments annexes du manoir dont certains ont été rénovés.
Un nouveau bâtiment pour le musée national estonien est inauguré le 29 septembre 2016 et ouvre officiellement ses portes au public le 1er octobre 2016.
Le parc reste ouvert au public.

## Galerie

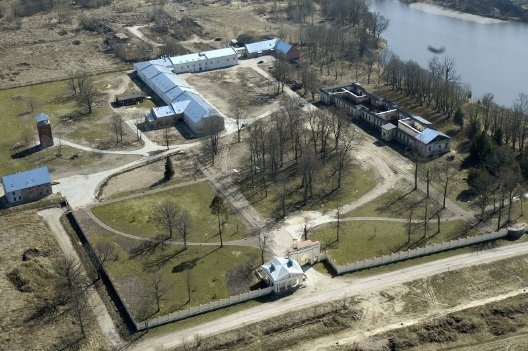
Vue plongeante sur le parc du manoir.
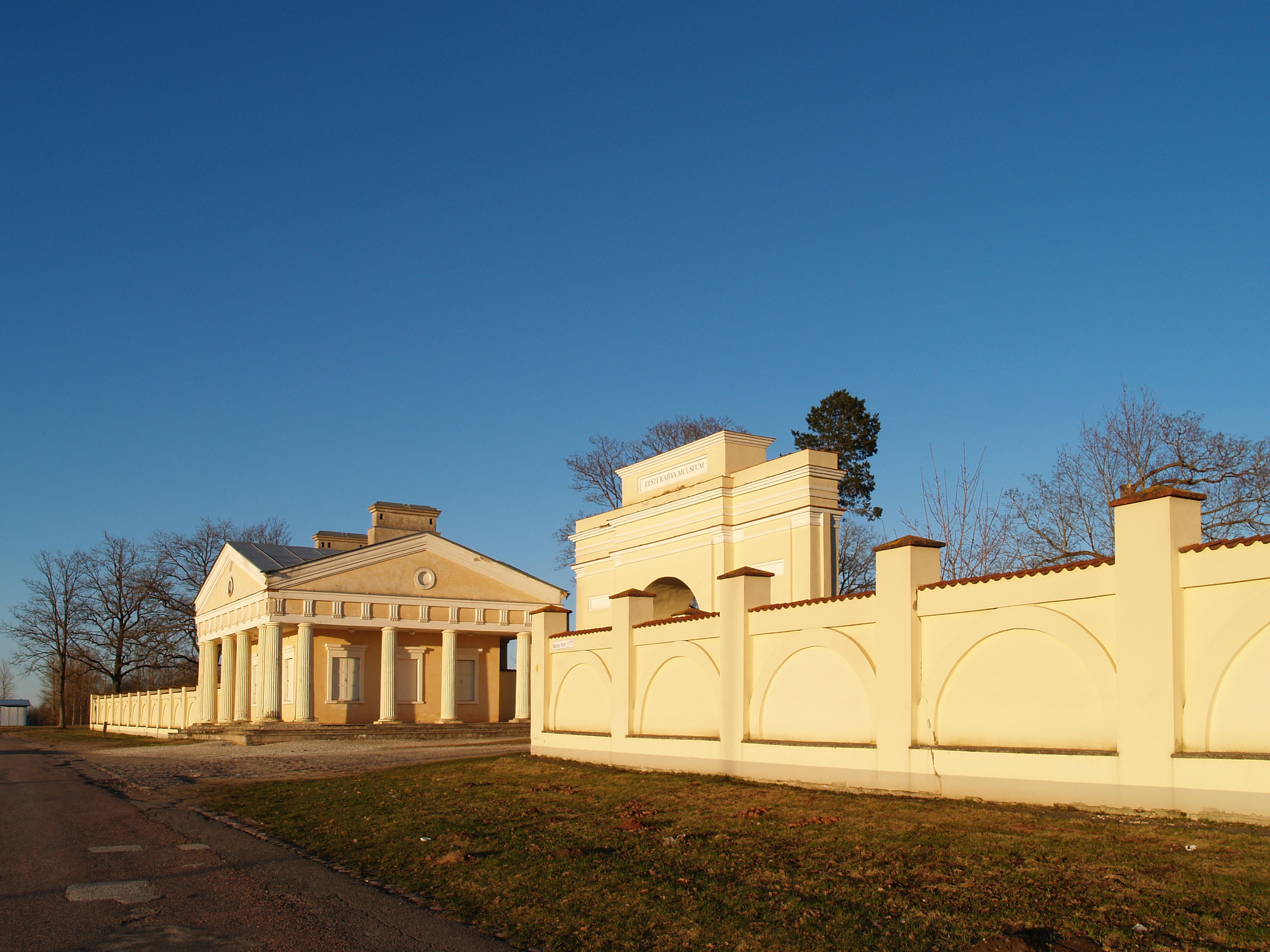
Porte d'entrée du parc du manoir.
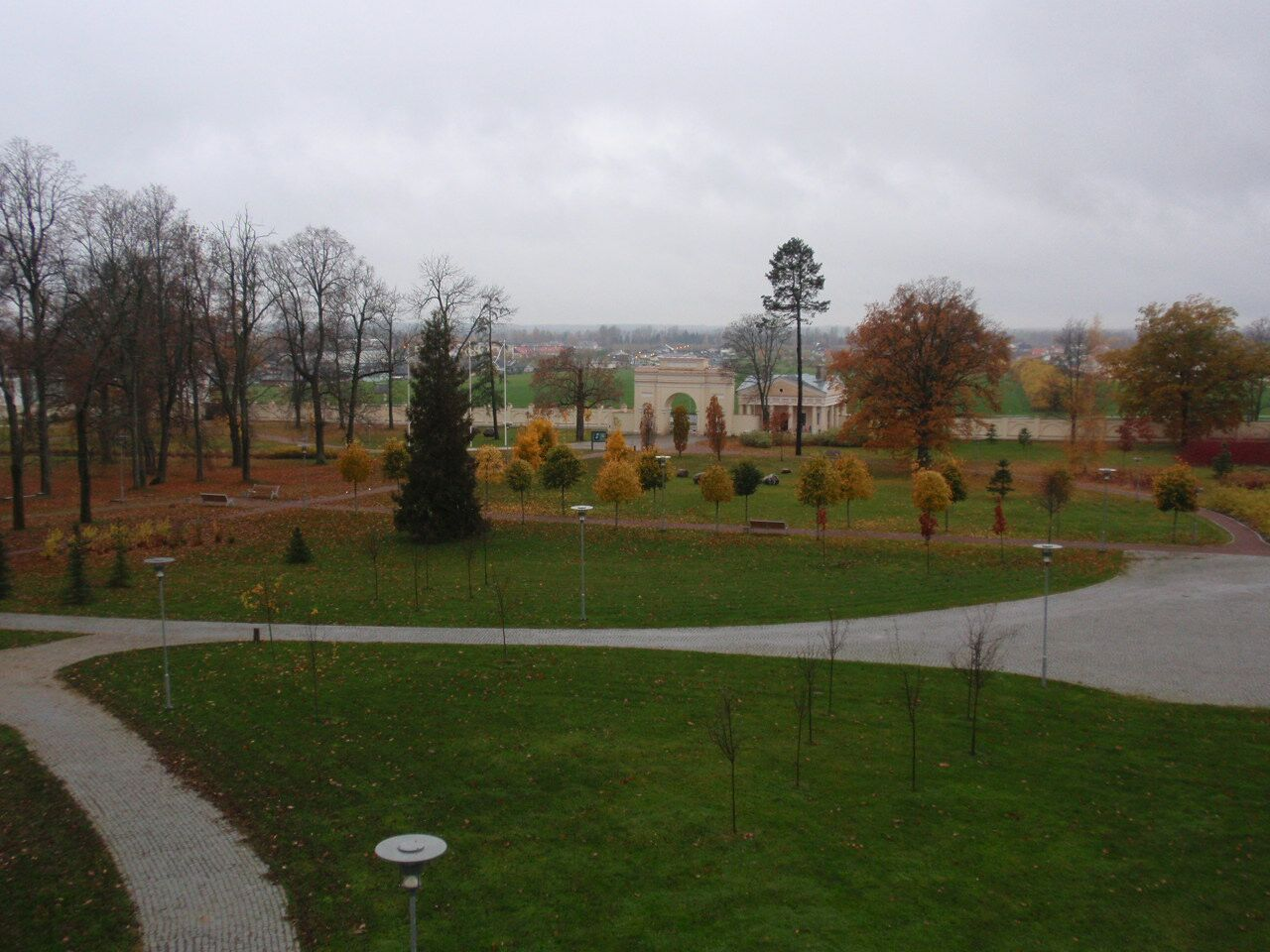
Le parc du manoir.
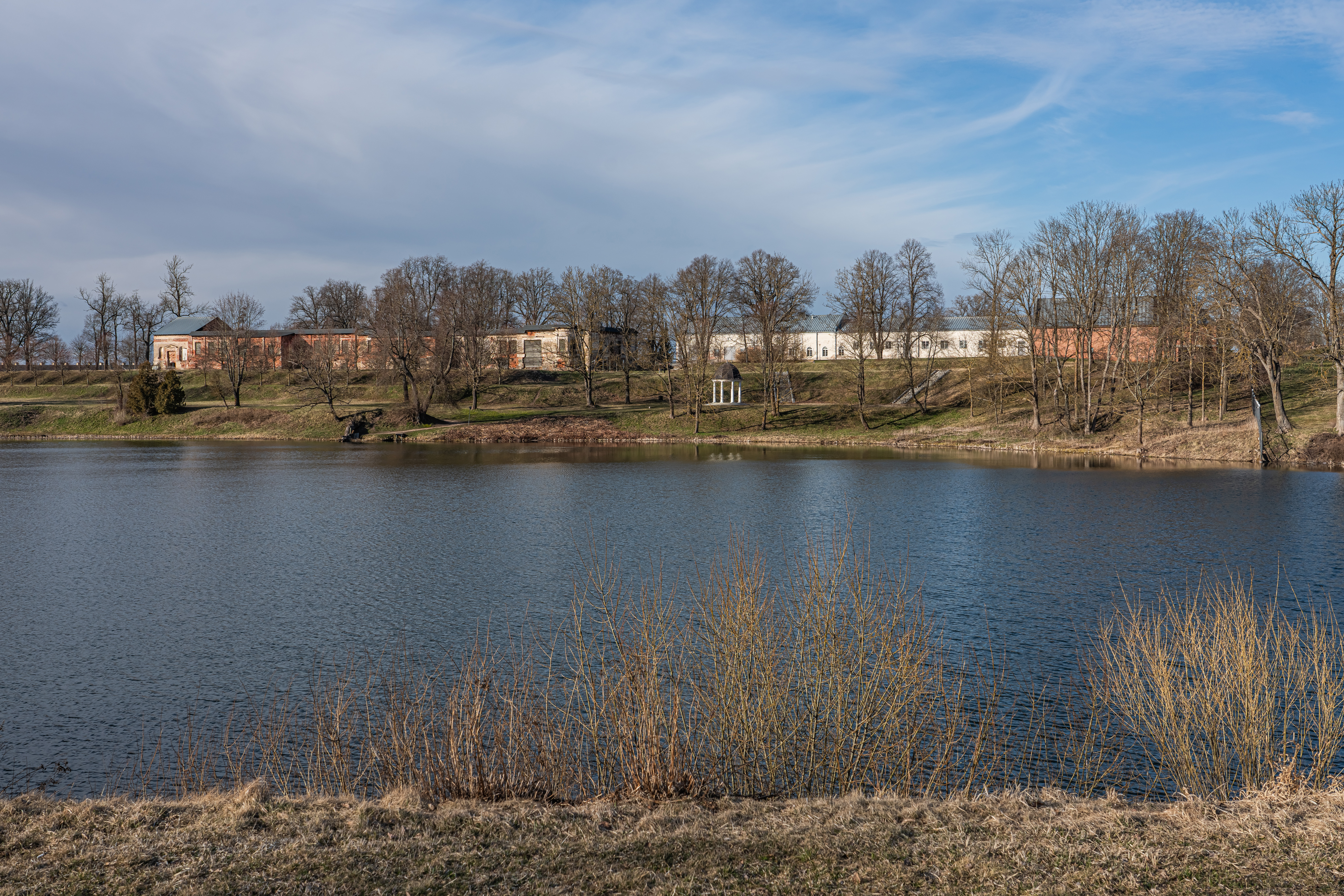
Étang du parc.
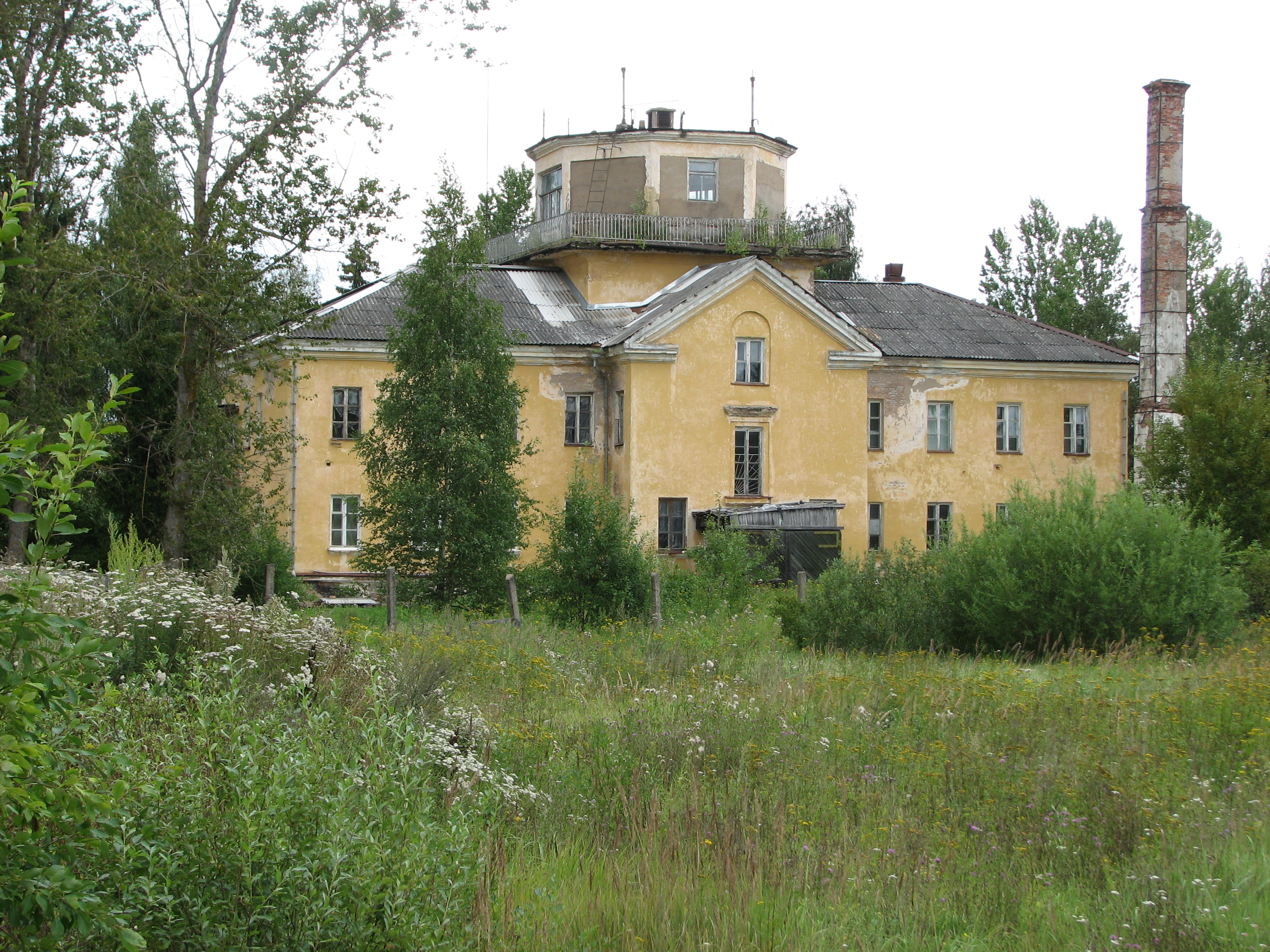
Bâtiments de l'aéroport militaire en 2008.